# The Tango Cavalier
The Tango Cavalier er en amerikansk stumfilm fra 1923 af Charles R. Seeling.

## Medvirkende
- George Larkin som Don Armingo
- Frank Whitson som Pomeroy
- Dorris Dare som Doris
- Ollie Kirkby som Carmelita
- William Quinn som Brute Morgan
- Mike Tellegen som Strongarm